# Pleurozyga distapliae
Pleurozyga distapliae is een soort in de taxonomische indeling van de Myzozoa, een stam van microscopische parasitaire dieren. Het organisme komt uit het geslacht Pleurozyga en behoort tot de familie Lecudinidae. Pleurozyga distapliae werd in 1891 ontdekt door Mingazzini.